# Lista de episódios de Its Séries
 Esta seção ainda está incompleta, você pode ajudar editando ou atualizando o documento - 24 de março de 2010 

## Its Séries 2010

### Primeira Temporada
| #                                                                                | Título           | Escritor(es) | Diretor    | Data de Exibição        | Código |
| -------------------------------------------------------------------------------- | ---------------- | ------------ | ---------- | ----------------------- | ------ |
| 1                                                                                | "O Primeiro Dia" | Phil Rocha   | Phil Rocha | 28 de fevereiro de 2010 | S01E01 |
| É o primeiro dia de aula no colégio e já da pra sacar que muita coisa vai rolar. |                  |              |            |                         |        |

## Its Séries 2009
O conteúdo é uma lista de episódios do Its Séries (2009). A série foi encerrada no dia 26 de Dezembro de 2009, 35 episódios foram ao ar em um total de 6 temporadas.

### Primeira Temporada
"Relacionamentos a Distancia"
| # | Título          | Escritor(es) | Diretor    | Data de Exibição        | Código |
| --- | --------------- | ------------ | ---------- | ----------------------- | ------ |
| 1 | "Distâncias"    | Phil Rocha   | Phil Rocha | 28 de fevereiro de 2009 | 1x01   |
| Marcelo vive a realidade de um namoro a distância. Nanda vai embora para Chapecó e as coisas começam a mudar.                                                                                    |                 |              |            |                         |        |
| 1 | "Ciúmes"        | Phil Rocha   | Phil Rocha | 7 de março de 2009      | 1x02   |
| Marcelo tenta a aprender a controlar seu ciúme ao perceber que Nanda o ignora. Kalinka apresenta uma nova amiga.                                                                                 |                 |              |            |                         |        |
| 1 | "Tentações"     | Phil Rocha   | Phil Rocha | 14 de março de 2009     | 1x03   |
| Marcelo tenta a aprender a controlar seu ciúme ao perceber que Nanda o ignora. Kalinka apresenta uma nova amiga.                                                                                 |                 |              |            |                         |        |
| 1 | "Relações"      | Phil Rocha   | Phil Rocha | 21 de março de 2009     | 1x04   |
| Marcelo e Kalinka redefinem sua amizade. A relação entre Clara e Marcelo se estreita com a notícia de sua chegada na cidade e uma conversa definitiva de Lipe e Kalinka muda os rumos do namoro. |                 |              |            |                         |        |
| 1 | "Encerramentos" | Phil Rocha   | Phil Rocha | 28 de março de 2009     | 1x05   |
| Marcelo e Kalinka resolvem todos os assuntos pendentes. |                 |              |            |                         |        |

### Segunda Temporada
"Amizades..."
| Episódio # | Título             | Exibição Original   | Código de Produção |
| --- | ------------------ | ------------------- | ------------------ |
| 6 | "Telefone sem Fio" | 11 de Março de 2009 | 2x01               |
| Kalinka e Marcelo ajudam Tati e Vitor a lidar com um boato que se espalhou no colégio.                                                         |                    |                     |                    |
| 7 | "Esconde-esconde"  | 18 de Março de 2009 | 2x02               |
| As fofocas sobre Vitor e Tati continuam e Lipe aparece com um novo e suspeito amigo.                                                           |                    |                     |                    |
| 8 | "Salada Mista"     | 25 de Março de 2009 | 2x03               |
| As histórias de Perla começam a ser descobertas quando os amigos se reúnem em uma festa na praia. E Lipe se envolve mais e mais onde não deve. |                    |                     |                    |
| 9 | "Queimada"         | 2 de Abril de 2009  | 2x04               |
| Tonho volta a cobrar Lipe e o cerco fecha contra Perla quando o plano da galera começa a entrar em ação.                                       |                    |                     |                    |
| 10 | "Batata Quente"    | 9 de Abril de 2009  | 2x05               |
| Lipe revela seus segredos e a galera bota o plano contra Perla em prática!                                                                     |                    |                     |                    |

### Terceira Temporada
"Coisas de Família"
| Episódio # | Título              | Exibição Original   | Código de Produção |
| --- | ------------------- | ------------------- | ------------------ |
| 11 | "Separações"        | 23 de Maio de 2009  | 3x01               |
| As coisas começam a mudar quando o irmão de Kalinka aparece na cidade, Marcelo recebe uma notícia importante e Ju faz uma descoberta que vai mudar sua vida.                                                            |                     |                     |                    |
| 12 | "Fraternidade"      | 30 de Maio de 2009  | 3x02               |
| Marcelo e Lipe tentam animar Kalinka após a notícia da separação dos pais. Juliana inventa um plano para descobrir quem são os pais biológicos.                                                                         |                     |                     |                    |
| 13 | "Definições"        | 6 de Junho de 2009  | 3x03               |
| Kalinka fica balançada com conversa que tem com seu pai. Raquel se aproxima ainda mais de Lipe. Marcelo continua sua busca pelo pai. Tati revela problemas em casa.                                                     |                     |                     |                    |
| 14 | "Em pequenas doses" | 13 de Junho de 2009 | 3x04               |
| Lipe e Kalinka se afastam ainda mais quando a gata do its viaja para São Paulo com o irmão. Ju e Marcelo começam a botar seu plano em ação. Os problemas de Tati aumentam em casa e ela busca conforto em novos amigos. |                     |                     |                    |
| 15 | "De pernas pro ar"  | 20 de Junho de 2009 | 3x05               |
| Kalinka adoece e permanece na casa do irmão. Tati toma atitude em relação ao namorado da irmã. Fabio conhece sua ficante e a coisa esquenta entre Lipe e Kalinka quando ela descobre a viagem à Lages.                  |                     |                     |                    |
| 16 | "Viagens"           | 27 de Junho de 2009 | 3x06               |
| Ju, Marcelo e Lipe vão a Blumenau resolver o problema dos pais biológicos. Kalinka se prepara para voltar para casa. Marco percebe novos sentimentos em relação a Tati. Roberta confronta Patrick... quer dizer, Fabio. |                     |                     |                    |
| 17 | "Novos Caminhos"    | 4 de Julho de 2009  | 3x07               |
| Varias definições no último episódio. |                     |                     |                    |

### Quarta Temporada
"Conectados"
| Episódio # | Título          | Exibição Original      | Código de Produção |
| --- | --------------- | ---------------------- | ------------------ |
| 18 | "Atalhos"       | 15 de Agosto de 2009   | 4x01               |
| Primeiro episódio da série "Conectados". Kalinka e a galera recebem um novo trabalho de colégio. Marcelo ajuda a galera enquanto tenta bolar algo interessante para botar na net. |                 |                        |                    |
| 19 | "Ctrl+Z"        | 22 de Agosto de 2009   | 4x02               |
| No segundo episódio da série "Conectados", Kalinka e Marcelo buscam novas ideias para o trabalho da galera, enquanto os outros tentam resolver com o professor Neves o problema de terem deixado Elisa de Fora. Nicole começa a ter ideia para cima de Lipe, que tem conversa série com Raquel. |                 |                        |                    |
| 20 | "ALT+F4"        | 29 de Agosto de 2009   | 4x03               |
| Enquanto Marcelo e Minhoca agitam a festa surpresa de Lipe, Neves muda a data do trabalho da galera e Nicole se muda para a cidade. |                 |                        |                    |
| 21 | "Copiar, Colar" | 5 de Setembro de 2009  | 4x04               |
| A rivalidade de Kalinka e Nicole fica mais evidente enquanto o projeto de vídeo começa a se definir e a festa surpresa de Lipe acontece. |                 |                        |                    |
| 22 | "Ctrl Alt Del"  | 12 de Setembro de 2009 | 4x05               |
| No último episódio da série "Conectados" a gente descobre o autor dos vídeos para Kalinka, o resultado do trabalho da galera e os avanços de Marcelo com Clara. Além disso discutimos Cyberbullying, relacionamentos e filmes no celular.                                                       |                 |                        |                    |

### Quinta Temporada
"Pegando Pesado"
| Episódio # | Título                | Exibição Original      | Código de Produção |
| ---------- | --------------------- | ---------------------- | ------------------ |
| 23         | "Trabalha, meu filho" | 26 de Setembro de 2009 | 5x01               |
| N/D        |                       |                        |                    |
| 24         | "Sem Pausas"          | 3 de Outubro de 2009   | 5x02               |
| N/D        |                       |                        |                    |
| 25         | "N/D"                 | 10 de Outubro de 2009  | 5x03               |
| N/D        |                       |                        |                    |
| 26         | "N/D"                 | 17 de Outubro de 2009  | 5x04               |
| N/D        |                       |                        |                    |
| 27         | "N/D"                 | 24 de Outubro de 2009  | 5x05               |
| N/D        |                       |                        |                    |

### Sexta Temporada
"Chapa Quente"